# Исак Гавра
Исак Гавра (умро у 15. веку) - византијски кнез државе Теодоро на Криму 1471–1474 из династије Гавра.

## Биографија
Био је син кнеза Алексија I Гавре. Његова браћа су били претходни владари кнежевине Теодоро: Алексије II Гавра (1434-1444) и Јован Гавра (1444-1460). Његова сестра Марија била је супруга кнеза Стефана III Великог,  Молдавског владара, у периоду 1472-1477. Због проосманске оријентације у спољној политици свргнуо га је његов братанац Александар Гавра (1474-1475) 1474. године.